# Roj Medvedev
Roj Aleksandrovitj Medvedev (Ryska: Рой Александрович Медведев), född 14 november 1925 i Tbilisi i Georgien, är en rysk historiker. Roj Medvedevv blev 1956 medlem i det sovjetiska kommunistpartiet, men under 1960-talet började han medverka i samizdatpublikationer, där han kritiserade Stalin och stalinismen från en marxistisk utgångspunkt. 1969 blev han utesluten ur kommunistpartiet. Roj Medvedev stödde Andrej Sacharovs kamp för demokrati och mänskliga rättigheter. 
Efter att Michail Gorbatjov startade perestrojka blev Medvedev åter invald i partiet och medlem i högsta sovjet. Efter 1991, då Sovjetunionen och kommunistsystemet hade blivit upplöst, intog Medvedev en socialdemokratisk ståndpunkt.
Han har en tvillingbror, Zhores Medvedev, som är biolog och som också verkat som dissident.